# Coban Joyo
Coban Joyo (Cubanjoyo) is een bestuurslaag in het regentschap Pasuruan van de provincie Oost-Java, Indonesië. Coban Joyo telt 2711 inwoners (volkstelling 2010).